# Wolf Frankenstein
Wolf Frankenstein è un personaggio immaginario e protagonista del film Il figlio di Frankenstein, diretto da Rowland V. Lee, e interpretato da Basil Rathbone. Personaggio cinematografico e figlio del dottor Frankenstein, non compare nella famosa opera scritta da Mary Shelley.

## Scelta dell'attore
Claude Rains e Peter Lorre furono considerati per la parte di Wolf Frankenstein, ma alla fine Rowland V. Lee scelse Rathbone. La scelta di Rathbone non fu casuale: Lee, infatti, aveva già diretto l'attore nel film L'ora del supplizio (1937). Rathbone fu entusiasta di interpretare questo ruolo, che gli conferirà grandissimo successo; infatti, un anno dopo le riprese de Il figlio di Frankenstein, Rathbone otterrà la parte di Sherlock Holmes nel fortunato Le avventure di Sherlock Holmes del 1939.

## Biografia
Figlio di Henry ed Elizabeth Frankenstein, Wolf cresce in Inghilterra, lontano dalla casa paterna, per poi trasferirsi in America, dove diventa un medico di successo.
Dopo la morte di suo padre, Wolf riprende possesso, con la moglie Elsa e il figlioletto Peter, del castello in cui il padre Henry aveva generato il mostro. Ritornato al suo villaggio natio, la famiglia Frankenstein viene subito accolta con ostilità e Wolf è addolorato che il nome di suo padre sia ormai diventato sinonimo di orrori e mostri. Con il castello, Wolf eredita anche una scatola contenente tutte le scoperte del genitore. Henry, infatti, sul letto di morte, sperava che Wolf potesse riuscire a migliorare le sue teorie e a redimere il suo buon nome:
(La lettera di Henry a suo figlio Wolf.)
Mentre fa visita al vecchio laboratorio del genitore, Wolf conosce il misterioso Ygor e scopre che il mostro creato dal padre è ancora vivo. All'inizio, acconsentendo alle richieste di Ygor, Wolf decide di curare il mostro (rimasto in coma dopo essere stato colpito da un fulmine), con l'obiettivo di redimere il nome di suo padre:
Tuttavia, di nascosto da Wolf, Ygor usa il mostro per compiere una serie di omicidi. Con l'aiuto dell'ispettore Krogh, Wolf uccide Ygor e il mostro, salvando la vita a suo figlio Peter. Alla fine del film, con la famiglia al completo, Wolf decide di lasciare il villaggio natio per sempre.
In una scena de Il terrore di Frankenstein, Wolf è menzionato dal fratello Ludwig, il quale ha sentito parlare dell'incontro-scontro tra suo fratello e il mostro. Nella prima sceneggiatura di questa pellicola, scritta da Eric Taylor, era previsto il ritorno di Wolf come protagonista. Con il cambio di sceneggiatore (da Taylor a Scott Darling), il personaggio di Wolf fu estromesso dalla storia.

## Parodia
Nel film Frankenstein Junior, Gene Wilder interpreta Frederick Frankenstein, personaggio che ironizza chiaramente la figura di Wolf Frankenstein: ne Il figlio di Frankenstein Wolf è solito giocare a freccette con l'ispettore Krogh (impersonato da Lionel Atwill), così come Frederick gioca (in maniera molto ironica) con l'ispettore Kemp.